# Elecciones estatales de Renania-Palatinado de 1967
La elección del estado de Renania-Palatinado de 1967 se celebró el 23 de abril. Hubo sólo cinco partidos participantes en la elección: CDU, SPD, FDP, NPD y DFU. La CDU fue capaz de ampliar su posición como el partido más fuerte, pero no alcanzó la mayoría absoluta. El FDP y el SPD sufrieron pérdidas de escaños. El NPD, en su primer intento de entrar en el parlamento, logró ingresar al mismo con el 6.9%, convirtiéndose en el segundo partido de la oposición, además del SPD.
El primer ministro Peter Altmaier continuó con la coalición CDU/FDP.

## Resultados
Los resultados fueron:
| Partido | Partido | Votos     | %     | Escaños |
| ------- | ------- | --------- | ----- | ------- |
|         | CDU     | 861.142   | 46,70 | 49      |
|         | SPD     | 679.177   | 36,83 | 39      |
|         | FDP     | 153.089   | 8,30  | 8       |
|         | NPD     | 127.680   | 6,92  | 4       |
|         | DFU     | 22.871    | 1,24  | 0       |
| Total   | Total   | 1.843.959 |       | 100     |

## Post-elección
Peter Altmeier fue reelegido primer ministro, formando el  Gabinete Altmeier VI. Posteriormente sería reemplazado por Helmut Kohl.